# Kwalifikacyjne turnieje interkontynentalne w piłce siatkowej mężczyzn do Letnich Igrzysk Olimpijskich 2016

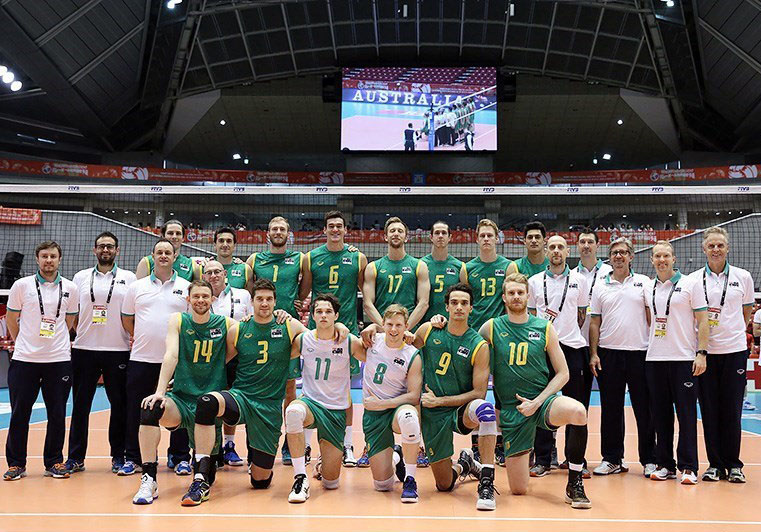
Reprezentanci Australii podczas Światowego Turnieju Kwalifikacyjnego do Igrzysk Olimpijskich 2016

Światowe Turnieje Kwalifikacyjne do igrzysk olimpijskich w Rio de Janeiro odbyły się w dniach 28 maja–5 czerwca 2016 roku. Wzięło w nich udział 12 reprezentacji narodowych podzielonych na dwa turnieje. Światowy turniej kwalifikacyjny był jednocześnie eliminacjami w strefie azjatyckiej.

## System rozgrywek
- W turniejach interkontynentalnych udział wzięło 12 reprezentacji.
- Zespoły zostały podzielone na dwie grupy. Turniej światowy liczył 8 zespołów, a interkontynentalny - 4 drużyny.
- Turniej światowy stanowił też azjatyckie kwalifikacje, z tego względu awans na igrzyska uzyskała najlepsza drużyna z Azji.
- W każdym turnieju drużyny rozegrały między sobą po jednym spotkaniu. Do turnieju olimpijskiego awansowały trzy najlepsze zespoły turnieju światowego nie licząc najlepszej drużyny z Azji i zwycięzca zawodów interkontynentalnych.

## Drużyny uczestniczące
| Światowy Turniej Kwalifikacyjny | Światowy Turniej Kwalifikacyjny | Światowy Turniej Kwalifikacyjny                   | Światowy Turniej Kwalifikacyjny | Interkontynentalny Turniej Kwalifikacyjny         | Interkontynentalny Turniej Kwalifikacyjny |
| Sposób kwalifikacji             | Reprezentacja                   | Sposób kwalifikacji                               | Reprezentacja                   | Sposób kwalifikacji                               | Reprezentacja                             |
| ------------------------------- | ------------------------------- | ------------------------------------------------- | ------------------------------- | ------------------------------------------------- | ----------------------------------------- |
| Gospodarz                       | Japonia                         | Zespoły z europejskiego turnieju kwalifikacyjnego | Polska                          | Zespoły z afrykańskiego turnieju kwalifikacyjnego | Tunezja                                   |
| Ranking azjatycki               | Iran                            | Zespoły z europejskiego turnieju kwalifikacyjnego | Francja                         | Zespoły z afrykańskiego turnieju kwalifikacyjnego | Algieria                                  |
| Ranking azjatycki               | Australia                       | 2. miejsce kwalifikacji w Ameryce Północnej       | Kanada                          | 3. miejsce kwalifikacji w Ameryce Północnej       | Meksyk                                    |
| Ranking azjatycki               | Chiny                           | 2. miejsce kwalifikacji w Ameryce Południowej     | Wenezuela                       | 3. miejsce kwalifikacji w Ameryce Południowej     | Chile                                     |

## Światowy Turniej Kwalifikacyjny

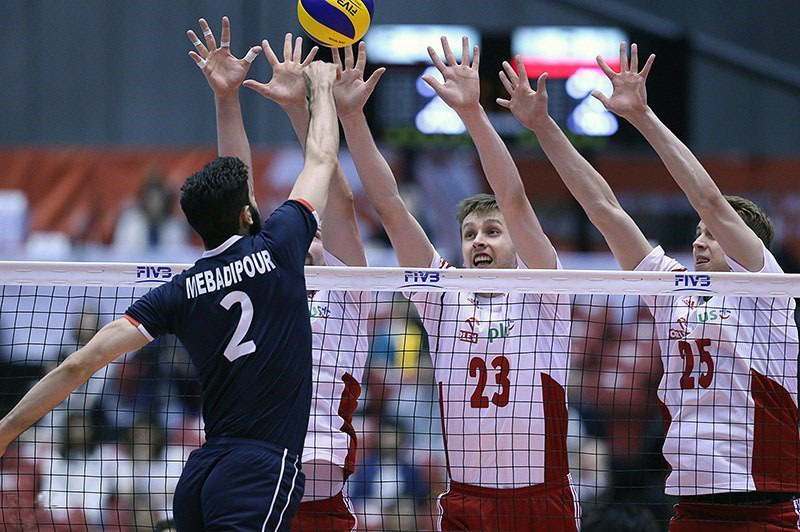
Mecz Iran - Polska podczas Światowego Turnieju Kwalifikacyjnego do Igrzysk Olimpijskich 2016

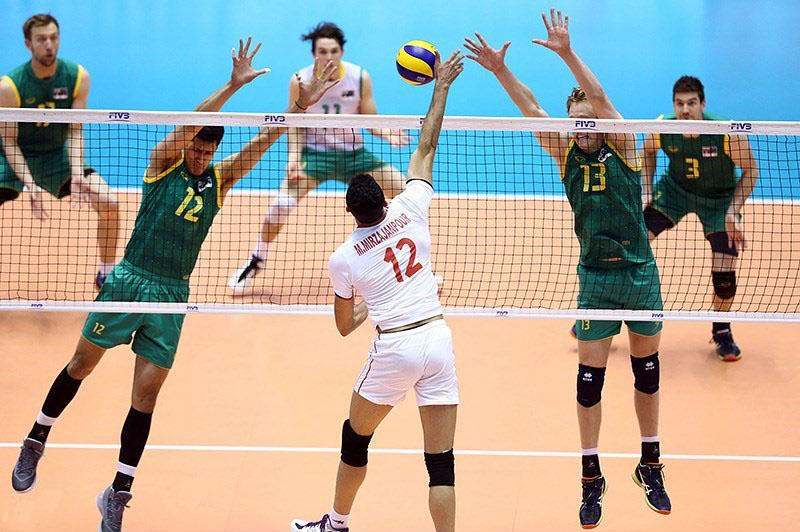
Mecz Iran - Australia podczas Światowego Turnieju Kwalifikacyjnego do Igrzysk Olimpijskich 2016

Miejsce:  Tokyo Metropolitan Gymnasium, Tokio
Data: 28 maja–5 czerwca 2016

### Tabela
| Lp. | Drużyna   | Mecze | Mecze   | Mecze   | Pkt | Sety | Sety | Sety  | Małe punkty | Małe punkty | Małe punkty |
| Lp. | Drużyna   | M     | W (3:2) | P (2:3) | Pkt | wyg. | prz. | ratio | zdob.       | str.        | ratio       |
| --- | --------- | ----- | ------- | ------- | --- | ---- | ---- | ----- | ----------- | ----------- | ----------- |
| 1   | Polska    | 7     | 6 (3)   | 1 (0)   | 15  | 19   | 9    | 2.111 | 639         | 584         | 1.094       |
| 2   | Iran      | 7     | 6 (3)   | 1 (0)   | 15  | 18   | 11   | 1.636 | 668         | 637         | 1.049       |
| 3   | Francja   | 7     | 5 (1)   | 2 (1)   | 15  | 17   | 10   | 1.700 | 637         | 571         | 1.116       |
| 4   | Kanada    | 7     | 4 (2)   | 3 (2)   | 12  | 16   | 14   | 1.143 | 654         | 640         | 1.022       |
| 5   | Australia | 7     | 3 (0)   | 4 (1)   | 10  | 12   | 14   | 0.857 | 599         | 612         | 0.979       |
| 6   | Chiny     | 7     | 2 (0)   | 5 (3)   | 9   | 14   | 15   | 0.933 | 627         | 635         | 0.987       |
| 7   | Japonia   | 7     | 2 (0)   | 5 (0)   | 6   | 8    | 16   | 0.500 | 547         | 573         | 0.955       |
| 8   | Wenezuela | 7     | 0 (0)   | 7 (2)   | 2   | 6    | 21   | 0.286 | 524         | 643         | 0.815       |

Źródło: worldoqt.japan.2016.men.fivb.com
Punktacja: 3:0 i 3:1 – 3 pkt; 3:2 – 2 pkt; 2:3 – 1 pkt; 1:3 i 0:3 – 0 pkt
Zasady ustalania kolejności: 1. liczba zwycięstw; 2. liczba punktów; 3. stosunek setów; 4. stosunek małych punktów; 5. bilans w bezpośrednich meczach
Awans wywalczą trzy najlepsze zespoły oraz najlepsza drużyna z Azji. Jeśli w najlepszej trójce znajdzie się co najmniej jedna drużyna z Azji, to dodatkową kwalifikację wywalczy czwarty zespół turnieju

### Wyniki spotkań
Godziny według strefy czasowej UTC+9.
Dzień 1
| Data  | Godz. | Drużyna 1 | Wynik | Drużyna 2 | 1     | 2     | 3     | 4     | 5    | Widzów | * |
| ----- | ----- | --------- | ----- | --------- | ----- | ----- | ----- | ----- | ---- | ------ | - |
| 28.05 | 10:10 | Iran      | 3:0   | Australia | 25:19 | 25:17 | 25:18 |       |      | 1400   |   |
| 28.05 | 12:55 | Chiny     | 1:3   | Francja   | 13:25 | 25:22 | 23:25 | 21:25 |      | 2200   |   |
| 28.05 | 15:40 | Polska    | 3:2   | Kanada    | 25:18 | 17:25 | 25:21 | 18:25 | 15:9 | 4500   |   |
| 28.05 | 19:20 | Japonia   | 3:1   | Wenezuela | 26:28 | 25:20 | 25:19 | 25:19 |      | 10000  |   |

Dzień 2 
| Data  | Godz. | Drużyna 1 | Wynik | Drużyna 2 | 1     | 2     | 3     | 4     | 5     | Widzów | * |
| ----- | ----- | --------- | ----- | --------- | ----- | ----- | ----- | ----- | ----- | ------ | - |
| 29.05 | 10:10 | Kanada    | 2:3   | Iran      | 29:27 | 25:19 | 20:25 | 21:25 | 14:16 | 1850   |   |
| 29.05 | 13:15 | Wenezuela | 1:3   | Australia | 25:19 | 20:25 | 10:25 | 19:25 |       | 2800   |   |
| 29.05 | 15:40 | Francja   | 2:3   | Polska    | 25:22 | 25:13 | 29:31 | 17:25 | 12:15 | 5000   |   |
| 29.05 | 19:15 | Japonia   | 0:3   | Chiny     | 20:25 | 22:25 | 23:25 |       |       | 10000  |   |

Dzień 3
| Data  | Godz. | Drużyna 1 | Wynik | Drużyna 2 | 1     | 2     | 3     | 4     | 5     | Widzów | * |
| ----- | ----- | --------- | ----- | --------- | ----- | ----- | ----- | ----- | ----- | ------ | - |
| 31.05 | 10:10 | Australia | 2:3   | Kanada    | 19:25 | 26:24 | 25:20 | 27:29 | 11:15 | 800    |   |
| 31.05 | 12:55 | Chiny     | 3:0   | Wenezuela | 25:16 | 25:18 | 25:15 |       |       | 1100   |   |
| 31.05 | 15:40 | Iran      | 0:3   | Francja   | 20:25 | 18:25 | 22:25 |       |       | 3000   |   |
| 31.05 | 19:20 | Polska    | 3:0   | Japonia   | 25:22 | 25:16 | 25:23 |       |       | 10000  |   |

Dzień 4
| Data  | Godz. | Drużyna 1 | Wynik | Drużyna 2 | 1     | 2     | 3     | 4     | 5     | Widzów | * |
| ----- | ----- | --------- | ----- | --------- | ----- | ----- | ----- | ----- | ----- | ------ | - |
| 01.06 | 10:10 | Wenezuela | 0:3   | Kanada    | 20:25 | 20:25 | 25:27 |       |       | 900    |   |
| 01.06 | 12:55 | Francja   | 3:1   | Australia | 25:22 | 25:18 | 16:25 | 44:42 |       | 1900   |   |
| 01.06 | 15:40 | Chiny     | 2:3   | Polska    | 28:26 | 25:20 | 16:25 | 17:25 | 10:15 | 3500   |   |
| 01.06 | 19:15 | Japonia   | 1:3   | Iran      | 20:25 | 25:19 | 22:25 | 25:27 |       | 10000  |   |

Dzień 5
| Data  | Godz. | Drużyna 1 | Wynik | Drużyna 2 | 1     | 2     | 3     | 4     | 5     | Widzów | * |
| ----- | ----- | --------- | ----- | --------- | ----- | ----- | ----- | ----- | ----- | ------ | - |
| 02.06 | 10:10 | Kanada    | 0:3   | Francja   | 17:25 | 17:25 | 16:25 |       |       | 1100   |   |
| 02.06 | 12:55 | Iran      | 3:2   | Chiny     | 26:24 | 22:25 | 25:19 | 17:25 | 18:16 | 1900   |   |
| 02.06 | 15:40 | Polska    | 3:0   | Wenezuela | 25:21 | 25:17 | 25:18 |       |       | 3500   |   |
| 02.06 | 19:20 | Australia | 3:0   | Japonia   | 25:23 | 25:19 | 29:27 |       |       | 10000  |   |

Dzień 6
| Data  | Godz. | Drużyna 1 | Wynik | Drużyna 2 | 1     | 2     | 3     | 4     | 5    | Widzów | * |
| ----- | ----- | --------- | ----- | --------- | ----- | ----- | ----- | ----- | ---- | ------ | - |
| 04.06 | 10:10 | Chiny     | 1:3   | Australia | 23:25 | 22:25 | 25:20 | 24:26 |      | 1500   |   |
| 04.06 | 12:55 | Wenezuela | 2:3   | Francja   | 21:25 | 25:23 | 11:25 | 25:20 | 9:15 | 2500   |   |
| 04.06 | 15:40 | Polska    | 1:3   | Iran      | 20:25 | 18:25 | 25:20 | 32:34 |      | 4600   |   |
| 04.06 | 19:15 | Japonia   | 1:3   | Kanada    | 25:23 | 19:25 | 21:25 | 19:25 |      | 10000  |   |

Dzień 7
| Data  | Godz. | Drużyna 1 | Wynik | Drużyna 2 | 1     | 2     | 3     | 4     | 5    | Widzów | * |
| ----- | ----- | --------- | ----- | --------- | ----- | ----- | ----- | ----- | ---- | ------ | - |
| 05.06 | 10:10 | Iran      | 3:2   | Wenezuela | 25:23 | 27:29 | 21:25 | 25:18 | 15:8 | 1600   |   |
| 05.06 | 12:55 | Kanada    | 3:2   | Chiny     | 25:16 | 20:25 | 24:26 | 25:20 | 15:9 | 3000   |   |
| 05.06 | 15:40 | Australia | 0:3   | Polska    | 21:25 | 14:25 | 25:27 |       |      | 5800   |   |
| 05.06 | 19:20 | Francja   | 0:3   | Japonia   | 18:25 | 23:25 | 23:25 |       |      | 10000  |   |

## Nagrody indywidualne
| Najlepszy atakujący | Najlepsi skrzydłowi           | Najlepsi środkowi               | Najlepszy rozgrywający | Najlepszy libero |
| ------------------- | ----------------------------- | ------------------------------- | ---------------------- | ---------------- |
| Gavin Schmitt       | Antonin Rouzier Yūki Ishikawa | Nicolas Le Goff Mohammad Musawi | Sa’id Maruf            | Luke Perry       |

## Interkontynentalny Turniej Kwalifikacyjny

### Informacje ogólne
Turniej interkontynentalny był ostatnim wydarzeniem sportowym, który umożliwiał uzyskanie awansu na igrzyska w Rio de Janeiro. Odbył się on w dniach 3-5 czerwca 2016 roku w Meksyku. Turniej rozegrano systemem kołowym.
Miejsce:  Gimnasio Olimpico Juan De La Barrera, Meksyk
Data: 3-5 czerwca 2016

### Tabela
| Lp. | Drużyna  | Mecze | Mecze   | Mecze   | Pkt | Sety | Sety | Sety  | Małe punkty | Małe punkty | Małe punkty |
| Lp. | Drużyna  | M     | W (3:2) | P (2:3) | Pkt | wyg. | prz. | ratio | zdob.       | str.        | ratio       |
| --- | -------- | ----- | ------- | ------- | --- | ---- | ---- | ----- | ----------- | ----------- | ----------- |
| 1   | Meksyk   | 3     | 2 (0)   | 1 (1)   | 7   | 8    | 4    | 2.000 | 286         | 260         | 1.100       |
| 2   | Chile    | 3     | 2 (0)   | 1 (0)   | 6   | 7    | 4    | 1.750 | 263         | 245         | 1.073       |
| 3   | Tunezja  | 3     | 2 (1)   | 1 (0)   | 5   | 6    | 6    | 1.000 | 273         | 273         | 1.000       |
| 4   | Algieria | 3     | 0 (0)   | 3 (0)   | 0   | 2    | 9    | 0.222 | 227         | 271         | 0.838       |

Źródło: http://worldoqt.mexico.2016.men.fivb.com/en
Punktacja: 3:0 i 3:1 – 3 pkt; 3:2 – 2 pkt; 2:3 – 1 pkt; 1:3 i 0:3 – 0 pkt
Zasady ustalania kolejności: 1. liczba zwycięstw; 2. liczba punktów; 3. stosunek setów; 4. stosunek małych punktów; 5. bilans w bezpośrednich meczach

### Wyniki spotkań[4]
Godziny według strefy czasowej UTC-5.
| Data  | Godz. | Drużyna 1 | Wynik | Drużyna 2 | 1     | 2     | 3     | 4     | 5     | Widzów | * |
| ----- | ----- | --------- | ----- | --------- | ----- | ----- | ----- | ----- | ----- | ------ | - |
| 03.06 | 18:00 | Chile     | 3:0   | Tunezja   | 25:21 | 25:21 | 25:21 |       |       | 1200   |   |
| 03.06 | 20:30 | Meksyk    | 3:0   | Algieria  | 25:21 | 25:16 | 25:21 |       |       | 1700   |   |
| 04.06 | 18:00 | Tunezja   | 3:1   | Algieria  | 25:14 | 22:25 | 26:24 | 25:21 |       | 2550   |   |
| 04.06 | 20:30 | Meksyk    | 3:1   | Chile     | 22:25 | 25:21 | 25:22 | 25:22 |       | 3645   |   |
| 05.06 | 18:00 | Algieria  | 1:3   | Chile     | 25:23 | 18:25 | 19:25 | 23:25 |       | 2300   |   |
| 05.06 | 20:30 | Meksyk    | 2:3   | Tunezja   | 25:23 | 23:25 | 23:25 | 25:19 | 18:20 | 3000   |   |

### Klasyfikacja końcowa
| Miejsce | Zespół   |
| ------- | -------- |
| 1       | Meksyk   |
| 2       | Chile    |
| 3       | Tunezja  |
| 4       | Algieria |

|  | Kwalifikacja na Igrzyska Olimpijskie 2016 |